# Erimyrmosa
Erimyrmosa — род ос-немок из подсемейства Myrmosinae.

## Распространение
Палеарктика (Северная Африка) и Индомалайская зона (Бирма).

## Описание
2 вида. Бока 7-го тергита брюшка самцов с предвершинным тупым слабым зубцом. Глаза опушенные, овальные. Глазки развиты. Передний край лба самок со срединным отростком или продольным килем. Паразиты пчёл и ос.
- Erimyrmosa burmanensis Lelej, 1984 — Бирма
- Erimyrmosa frater (E. Saunders, 1899) (=Mutilla frater) — Алжир, Марокко